# Riverside (Iowa)
Riverside es una ciudad ubicada en el condado de Washington en el estado estadounidense de Iowa. En el Censo de 2010 tenía una población de 993 habitantes y una densidad poblacional de 222,65 personas por km².

## Geografía
Riverside se encuentra ubicada en las coordenadas 41°28′59″N 91°34′20″O / 41.48306, -91.57222. Según la Oficina del Censo de los Estados Unidos, Riverside tiene una superficie total de 4.46 km², de la cual 4.46 km² corresponden a tierra firme y (0%) 0 km² es agua.

## Demografía
Según el censo de 2010, había 993 personas residiendo en Riverside. La densidad de población era de 222,65 hab./km². De los 993 habitantes, Riverside estaba compuesto por el 97.78% blancos, el 0.81% eran afroamericanos, el 0.3% eran amerindios, el 0% eran asiáticos, el 0% eran isleños del Pacífico, el 0% eran de otras razas y el 1.11% pertenecían a dos o más razas. Del total de la población el 1.21% eran hispanos o latinos de cualquier raza.